# Književnost u 1965.
◄◄ | ◄ | 1962. | 1963. | 1964. | 1965.  | 1966. | 1967. | 1968. | ► | ►►
Arhitektura • Astronautika • Astronomija • Biologija • Film • Fotografija • Glazba • Kazalište • Kemija • Kiparstvo • Knjige • Književnost • Kršćanstvo • Meteorologija • Medicina • Planinarstvo • Politika • Pravo • Promet • Slikarstvo • Strip • Šport • Televizija • Znanost • Zrakoplovstvo • Željeznički promet
Književnost u 1965.

## Svijet

### Nagrade i priznanja
- Nobelova nagrada za književnost dodijeljena Mihailovu Aleksandroviču Šahalovu.

### Rođenja
- 31. srpnja – J. K. Rowling, britanska književnica

## Hrvatska i u Hrvata

### Književna djela
- Kiklop Ranka Marinkovića
- Kratki izlet Antuna Šoljana

## Vanjske poveznice
|  | Zajednički poslužitelj ima još gradiva o temi Književnost u 1965. |